# Le Housseau-Brétignolles
Le Housseau-Brétignolles é uma comuna francesa na região administrativa da Pays de la Loire, no departamento de Mayenne. Estende-se por uma área de 9,31 km². Em 2010 a comuna tinha 240 habitantes (densidade: 25,8 hab./km²).